# Піснярові
Піснярові (Parulidae) — родина горобцеподібних птахів, що включає 18 родів і 120 видів. Представники родини мешкають в Америці.

## Опис
Більшість піснярових мають невеликі розміри. Найменшим представником родини є рудогузий червоїд, довжина якого сягає 10,6 см при вазі в 6,5 г. Найбільшим представником родини є оливковий смугастоволець, довжина якого сягає 15 см при вазі в 21 г.
Більшість піснярових мають довгий загострений дзьоб, пристосований до полювання на комах. Багатьом мігруючим видам, особливо тим, що гніздяться найпівнічніше, притаманний статевий диморфізм, принаймні самці змінюють забарвлення під час сезону розмноження. Натомість тропічним видами часто не притаманний статевий диморфізм (хоча існують винятки).

## Поширення
Піснярові як група виникли, імовірно, на півночі Центральної Америки, принаймні там зафіксована найбільша кількість різноманітних видів родини. В міжльодовикові періоди піснярові поширились на північ і південь. Види, які мешкають в Центральній Америці є осілими, а ті, що мешкають в Північній Америці, щорічно мігрують в тропіки. Більшість піснярових Південної Америки належать до родів Чернітка і Коронник. Вони населили Південну Америку давно, імовірно, ще до виникнення Панамського перешийку.
Піснярові живуть в різноманітних природних середовищах, зокрема в широколистяних, хвойних і мангрових лісах, в чагарникових заростях і на болотах. Зазвичай вони живуть в кронах дерев, і лише деякі види живуть на землі.

## Раціон
Піснярові харчуються переважно комахами, а також іншими безхребетними, зокрема павуками і равликами. Крім того, деякі птахи доповнюють свій раціон плодами і зеленими частинами рослин.

## Розмноження
Північні піснярові споруджують свої гнізда на деревах. Зазвичай побудовою гнізда займається лише самиця. Гнізда можуть бути відкритими і мати чашоподібну форму або бути закритими і мати бічній вхід. Деякі піснярові гніздяться в покинутих дуплах дятлів або шпаків. Тропічні піснярові розміщують свої гнізда близько до землі.
Мігруючі види відкладають великі кладки, зазвичай до шести яєць, оскільки виснажливу подорож можуть пережити не всі птахи виводку, а у багатьох птахів є лише один шанс на розмноження. Натомість, тропічні види відкладають лише два яйця, оскільки батьки мають кращі можливості для піклування за пташенятами, а дорослі птахи зазвичай мають додаткові можливості з розмноження.

## Систематика і класифікація
Піснярові входять до надродини Emberizoidea, разом з трупіаловими (Icteridae), кардиналовими (Cardinalidae) і саяковими (Thraupidae). Після публікації результатів молекулярно-філогенетичного дослідження в 2010 році була проведена ґрунтовна реорганізція всередині родини.
За класифікацією, утвердженою Міжнародним орнітологічним конгресом, виділяють 18 родів і 120 видів:
- Смугастоволець (Seiurus) — 1 вид (рід монотиповий)
- Пісняр-борсучок (Helmitheros) — 1 вид (рід монотиповий)
- Parkesia — 2 види (включає види, яких раніше відносили до роду Смугастоволець (Seiurus))
- Червоїд (Vermivora) — 3 види
- Строкатий пісняр (Mniotilta) — 1 вид (рід монотиповий)
- Жовтий пісняр (Protonotaria) — 1 вид (рід монотиповий)
- Бурий пісняр (Limnothlypis) — 1 вид (рід монотиповий)
- Oreothlypis — 2 види (включає види, яких раніше відносили до роду Пісняр (Parula))
- Leiothlypis — 6 видів (включає види, яких раніше відносили до родів Червоїд (Vermivora))
- Санта-лусійський пісняр (Leucopeza) — 1 вид (рід монотиповий)
- Цитринка (Oporornis) — 1 вид (рід монотиповий)
- Жовтогорлик (Geothlypis) — 15 видів
- Пісняр-свистун (Catharopeza) — 1 вид (рід монотиповий)
- Пісняр (Setophaga) — 37 видів (включає види, яких раніше відносили до роду Пісняр-лісовик (Dendroica))
- Myiothlypis — 18 видів (включає види, яких раніше відносили до роду Коронник (Basileuterus))
- Коронник (Basileuterus) — 12 видів
- Червонолобий пісняр (Cardellina) — 5 видів (включає види, яких раніше відносили до роду Болотянка (Wilsonia))
- Чернітка (Myioborus) — 12 видів

Деякі види, яких раніше відносили до піснярових, були переведені до інших родин:
- Монотиповий рід Окотеро (Peucedramus taeniatus) — виділений в нову монотипову родину Peucedramidae
- Монотиповий рід Іктерія (Icteria virens) — виділений в нову монотипову родину Icteriidae
- Рід Гранатела (Granatellus) був переведений до родини кардиналових (Cardinalidae)
- Монотиповий рід Коронник-куцохвіст (Zeledonia coronata) — виділений в нову монотипову родину Zeledoniidae
- Монотипові роди Зеленохвостий пісняр (Microligea palustris) і Білокрилий пісняр (Xenoligea montana) були переведені до родини Phaenicophilidae
- Рід Ситівка (Teretistris) був виділений в нову монотипову родину Teretistridae